# Јелоу Спрингс (Охајо)
Јелоу Спрингс (енгл. Yellow Springs) град је у америчкој савезној држави Охајо.

## Демографија
По попису из 2010. године број становника је 3.487, што је 274 (-7,3%) становника мање него 2000. године.
| Група             | 2000.         | 2010.         |
| Белци             | 2.840 (75,5%) | 2.672 (76,6%) |
| Афроамериканци    | 563 (15,0%)   | 417 (12,0%)   |
| Азијати           | 56 (1,5%)     | 52 (1,5%)     |
| Хиспаноамериканци | 73 (1,9%)     | 71 (2,0%)     |
| Укупно            | 3.761         | 3.487         |